# Ashdon
Ashdon est un village de l'Essex, dans le sud-est de l'Angleterre. Il est situé non loin de la frontière entre l'Essex et le Cambridgeshire, à environ 6 km au nord-est de Saffron Walden. Au recensement de 2001, sa population était de 792 habitants.

## Toponymie
Ashdon est un toponyme d'origine vieil-anglaise. Il désigne une colline (dūn) recouverte de frênes (æscen). Ce nom est attesté sous la forme Æstchendune vers 1036. Dans le Domesday Book, compilé en 1086, il est orthographié Ascenduna.

## Patrimoine
Le village abrite le moulin à vent de Bragg's Mill, construit en 1757. Ce monument classé de grade II a été rénové de 2002 à 2006.